# جاكي روجرز
جاكي روجرز (بالإنجليزية: Jackie Rogers)‏ هو سائق سباق ومهندس أمريكي، ولد في 6 مايو 1943 في ويلمينغتون في الولايات المتحدة.